# The Moment (álbum de Kenny G)
The Moment é o sétimo  álbum de estúdio do saxofonista estadunidense Kenny G, lançado pelo selo Arista Records em 1996.

## Faixas
1. "The Moment" – 6:00
2. "Passages" – 5:58
3. "Havana" – 7:19
4. "Always" – 5:34
5. "That Somebody Was You" (vocal:Toni Braxton) – 5:01
6. "The Champion's Theme" – 4:22
7. "Eastside Jam" – 5:09
8. "Moonlight" – 5:59
9. "Gettin' on the Step" – 4:15
10. "Every Time I Close My Eyes" (vocal: Babyface; Mariah Carey) – 4:58
11. "Northern Lights" – 5:00
12. "Innocence" - 3:59

## Singles
| Ano  | Título       | Posições nas paradas  | Posições nas paradas  | Posições nas paradas | Posições nas paradas   |
| Ano  | Título       | US Adult Contemporary | Hot R&B/Hip-Hop Songs | US Hot 100           | US Hot Dance Club Play |
| ---- | ------------ | --------------------- | --------------------- | -------------------- | ---------------------- |
| 1996 | "The Moment" | #16                   | #62                   | #63                  |                        |
| 1997 | "Havana"     |                       |                       | #66                  | #1                     |